# Gruppe Gutzeit
Die Gruppe Gutzeit ging im Jahre 2005 aus einer losen Formation um den Hamburger Musiker Peter Gutzeit (* 1945) hervor.
Die musikalische Ausrichtung der Gruppe ist mit Folk, Country und Protestlied am ehesten zu beschreiben. Die Songs der Gruppe stammen fast ausnahmslos von dem Songschreiber Peter Gutzeit. Das Repertoire besteht überwiegend aus Texten mit Inhalten aus der realen Welt und dem Arbeitsleben, weshalb die Gruppe auch besonders gern von den Gewerkschaften (hier besonders die IG Metall) engagiert wird.

## Geschichte
Im Jahre 2004, nach einigen kleineren Auftritten, gründete Peter Gutzeit (Gesang, Gitarre) die Gruppe mit Dieter Rentzsch (Gesang, Akkordeon). Gutzeit brachte musikalische Erfahrungen mit ein, die er ungefähr 30 Jahre zuvor mit der Band Peter, Paul & Barmbek gesammelt hatte, die in den Jahren um 1975 in einer Reihe mit Franz Josef Degenhardt, Hannes Wader und anderen Künstlern und Gruppen gestanden hatte.
Kurze Zeit später stießen der Musiker Wolfgang Helbsing (Schlagzeug) und die Musikerin Maria Rothfuchs (Bass) zur Gruppe. Auch der Country-Gitarrist Thomas Preus sowie der Schlagzeuger Stephan Böhme spielten als Gastmusiker mit. 
2007 brachte die Gruppe Gutzeit ihre erste CD mit dem Namen Ein Schrei geht durch das Land heraus. Sie enthielt auch den Song Sabine von Lidl, dessen Text den Arbeitsalltag einer Kassiererin bei dem gleichnamigen Discounter beschreibt. Eine weitere CD mit dem Titel Wat mut, dat mut wurde 2010 fertiggestellt.
2010 bestand die Besetzung neben Gutzeit und Rentzsch, die sich auch häufig als Duo betätigen, aus den Musikern Peter Horn (E-Gitarre) und Matthias Gerhard (Basstuba). Rentzsch schied 2015 aus der Band aus.
Peter Gutzeit sitzt seit 2014 für die Linke in der Bezirksversammlung von Eimsbüttel. Bei der Bezirksversammlungswahl 2019 konnte er sein Mandat verteidigen.

## Diskografie
- 2007: Ein Schrei geht durch das Land (JumpUp)
- 2010: Wat mut, dat mut (JumpUp)
- 2018: Gute Zeiten (Marchpane Records)

## Auszeichnungen
- 2008/2009 Der Song Sabine von Lidl steht 7 Monate lang auf der Liederbestenliste